# ニコニコ実況
ニコニコ実況は、ニコニコ動画のサービスの一つであり、テレビやラジオを使いながら、リアルタイムでコメントを共有できるサービス。
2009年11月28日に正式版が公開され2020年12月16日のリニューアル以降、NHK総合・Eテレと在京キー局5局と、TOKYO MX、BS11の計9チャンネルが提供されている。
リニューアル以前はテレ玉、tvk、チバテレビとラジオ局37チャンネル（首都圏と一部の地方局）と、全国で視聴可能なBSデジタル放送のチャンネルも提供されていたが、全国のローカル局とCSデジタル放送用のチャンネルは現在も提供されていない。
Windowsのみ、ニコニコ実況のアプリも配信されていたが、Adobe Flashのサポート終了に伴い、起動できなくなった。それに伴い、2020年12月16日にリニューアルされ、ニコニコ生放送のサービスとして移行した。これにより、現在運用されているtorne（トルネ）との連携機能やWindowsアプリ、TOKYO MXとBS11を除く独立放送局やラジオ・BSデジタル放送局のサービスが終了になった。
なお、torneとの連携機能については2022年4月以降、PlayStation 5を皮切りとして、PlayStation 4やiOS・Android搭載のスマートフォン・タブレット端末に順次対応することを同年3月24日にバッファローが発表。また、テレビ視聴・録画アプリケーションソフトであるPC TV Plusも同年8月8日に対応させることを同月1日にソニーが発表した。
2023年11月13日には、パナソニックのスマートフォンアプリ「どこでもディーガ」にも対応している。

## 仕様
- 毎朝4時（JST）に全番組の実況が中断され、コメント数がリセットされる。
- 毎週木曜午前9時に184のIDが変更される。
- 他サービスと同じく運営側が独自にNGワードが設定されており、NGワードを書き込むと表示されない（NGワードは公開されていないが、差別用語、その他放送禁止用語が書き込めないよう設定されている）。
- 運営の設定するNGワードとは別に、各会員で独自にNGワードも設定できる（無料の一般会員は40語までで、有料のプレミアム会員だと100語まで設定できる）
- プレミアム会員のみ、フォントサイズを通常より大きいサイズに指定することができる。
- 1分あたりに書き込まれたコメント数（分毎）に応じ、「多」「激多」「祭」が表示される。
  - 100コメントから199コメント「多」
  - 200コメントから999コメント「激多」
  - 1000コメント以上「祭」

## 商品
2010年秋に株式会社エンティスからテレビに繋ぐと画面上にコメントを流すことができるデジタルテロッパ（EN-NL1068）が発売された。
2011年12月にアイ・オー・データ機器からニコニコ実況に対応した地デジキャプチャーテレキング（GV-TV100） が発売された。
2013年12月にPlayStation 3専用「torne」がニコニコ実況に対応。

## チャンネル一覧
2022年1月以降のチャンネル一覧
- 日本放送協会（NHK）
  - NHK 総合 ※国会中継はニコニコ生放送でも公式ニュースチャンネルで配信している為、重複配信となる。
  - NHK Eテレ
  - NHK BS
- 民放在京キー局
  - 日本テレビ
  - テレビ朝日
  - TBSテレビ
  - テレビ東京
  - フジテレビ
- その他
  - TOKYO MX
  - BS11

上記の公式のチャンネルの他、有志のプレミアム会員により（非公式ではあるが）各種BS・CSデジタル放送局や独立局のチャンネルも臨時で開設されることがある。

### テレビ (地上波)
2020年12月15日までのチャンネル一覧
あくまで「首都圏の局」（東京の地上波）を基準にしているため、他のローカル局（系列局）では異なる番組も放送される場合もある。
- NHK 総合
- NHK Eテレ
- 日本テレビ
- テレビ朝日
- TBSテレビ
- テレビ東京
- フジテレビ
- TOKYO MX
- テレ玉
- tvk
- チバテレビ

### ラジオ
- NHKラジオ第1
- NHKラジオ第2
- NHK-FM放送
- AIR-G'
- HBCラジオ
- STVラジオ
- ラジオNIKKEI第1放送
- interfm
- TOKYO FM
- J-WAVE
- TBSラジオ
- 文化放送
- LuckyFM茨城放送
- ニッポン放送
- RADIO BERRY
- FM GUNMA
- BAYFM
- NACK5
- FMヨコハマ
- ラジオ日本
- ZIP-FM
- FM AICHI
- CBCラジオ
- TOKAI RADIO
- ぎふチャン
- radio CUBE FM三重
- FM COCOLO
- FM802
- FM大阪
- Kiss FM KOBE
- ABCラジオ
- MBSラジオ
- ラジオ大阪
- KBS京都
- ラジオ関西
- 和歌山放送
- Love FM
- RKBラジオ
- KBCラジオ

### BS
- NHK BS-1
- NHK BSプレミアム
- BS日テレ
- BS朝日
- BS-TBS
- BSジャパン
- BSフジ
- WOWOWプライム
- WOWOWライブ
- WOWOWシネマ
- スターチャンネル1
- スターチャンネル2
- スターチャンネル3
- BS11
- TwellV
- 放送大学
- BSグリーンチャンネル
- BSアニマックス
- FOX bs 238
- BSスカパー!
- J Sports 1
- J Sports 2
- J Sports 3
- J Sports 4
- BS釣りビジョン
- IMAGICA BS
- BS日本映画専門チャンネル
- ディズニー・チャンネル
- Dlife（※2020年3月31日で放送終了）
- SOLiVE24